# Кадараш
Кадара́ш (фр. Cadarache) — исследовательский центр ядерной энергетики, расположенный в департаменте Буш-дю-Рон, Прованс-Альпы-Лазурный берег, на юге Франции. Был создан в 1959 году Комиссариатом атомной энергетики.

## Расположение
Расположен в 60 км северо-восточнее Марселя.

### География
Кадараш занимает площадь 1625 га, расположен в месте впадения реки Вердон в Дюранс, на территории коммуны Сен-Поль-ле-Дюранс (фр. Saint-Paul-lès-Durance), департамент Буш-дю-Рон.

## ITER
Кадараш был выбран местом для создания экспериментального термоядерного реактора ITER на заседании министров шести стран-участниц проекта в Москве 28 июня 2005 года.
Общая стоимость проекта оценивается в 12 миллиардов долларов (на старте проекта, когда ожидалось запустить реактор в 2016 году, эта стоимость оценивалась в 5 миллиардов евро; на 2018 год: запуск отодвинулся до 2025 года, а стоимость составит 19 миллиардов евро), причём страны-участницы намерены совместно финансировать строительство. В частности, Россия взяла на себя обязательства в рамках проекта ИТЭР наладить в РФ производство сверхпроводящих материалов. Самый значительный финансовый вклад в проект внесет Франция, на территории которой будет размещён реактор.

### Страны-участницы
1. Страны ЕС (выступают как единое целое)
2. Индия
3. Китай
4. Республика Корея
5. Россия и Казахстан
6. США (до 1996 года[что?], не участвовали в проекте до 2003 года)
7. Канада
8. Япония

## Информация об энергоблоках
| Энергоблок | Тип реакторов        | Мощность | Мощность | Начало строительства | Физпуск | Подключение к сети | Ввод в эксплуатацию | Закрытие |
| Энергоблок | Тип реакторов        | Чистый   | Брутто   | Начало строительства | Физпуск | Подключение к сети | Ввод в эксплуатацию | Закрытие |
| ---------- | -------------------- | -------- | -------- | -------------------- | ------- | ------------------ | ------------------- | -------- |
| Рапсодия   | FBR, Rapsodie        |          | —        | 1962                 | 1967    |                    |                     | 1983     |
| ITER       | термоядерный реактор |          | 500 МВт  | 2013                 | 2025    |                    |                     |          |